# Flota Aérea Militar Imperial
La Flota Aérea Militar Imperial (en ruso: Императорский военно-воздушный флот), también conocida como Fuerza Aérea Imperial Rusa, fue la fuerza aérea del Imperio ruso entre 1910 y 1917.

## Historia

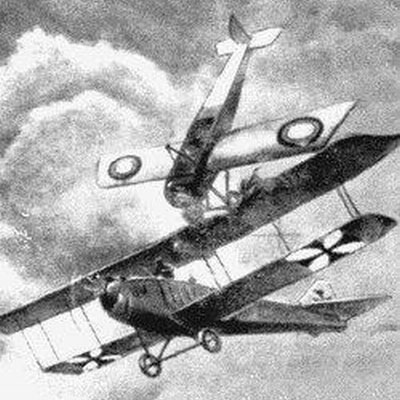
Representación del ataque "Taran" llevado a cabo por Piotr Nésterov.

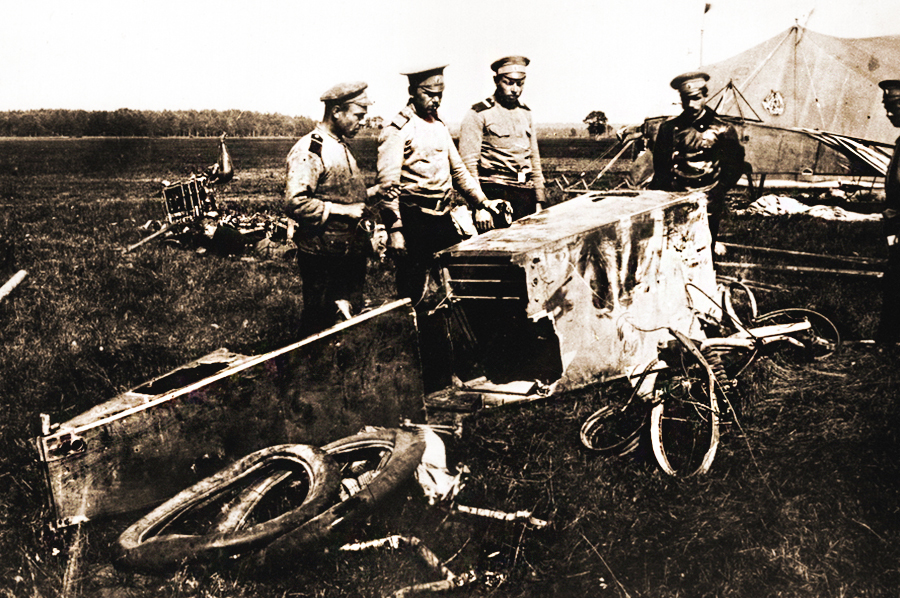
Restos del avión austriaco Albatros, primer avión enemigo destruido en vuelo de la historia militar, con el uso del Taran.

Los orígenes de la aviación rusa se remontan a los proyectos teóricos del pionero de la ciencia rusa Nikolái Kibálchich y Aleksandr Mozhaiski en la década de 1880. En la década de 1900(?), los avances en la aviación estuvieron a cargo de Konstantin Tsiolkovsky. 
En 1904 Nikolai Zhukovsky fundó el primer Instituto Central de Aerohidrodinámica del mundo, en Kachino, cerca en Moscú. En 1910, el ejército imperial ruso adquirió algunos aviones franceses, e inició la preparación de los primeros pilotos militares. La historia de la aviación militar rusa está íntimamente ligada al nombre de Igor Sikorsky.
En 1913 Sikorsky construyó el primer biplano con cuatro motores, el Sikorsky Russky Vityaz, y su famoso bombardero, el Sikorsky Ilya Muromets. El mismo año, Dmitry Pavlovich Grigorovich construyó algunos "barcos voladores" para la Marina Imperial de Rusia.
En 1914 los pilotos rusos realizaron por primera vez en el mundo, vuelos sobre el ártico, en busca de la exploracióin polar perdida de Georgy Sedov.
A principios de la Primera Guerra Mundial, Rusia tenía una fuerza aérea solo superada por la francesa, por lo que gran parte de los aviones de la Fuerza Aérea Imperial de Rusia fueron adquiridos en Francia. Al principio, los rusos solo usaban la aviación para reconocimiento y coordinación del fuego artillero, pero en diciembre de 1914, un escuadrón de bombarderos Sikorsky Ilya Muromets fue formado y usado contra los ejércitos de la Ruso/ejército rojo imperial y el Imperio austrohúngaro.
Entre los pilotos rusos era legendario Piotr Nésterov, que llevó a cabo el primer ataque aéreo suicida de la historia de la aviación, y el más destacado Ás del aire ruso y piloto de caza Aleksandr Kazakov, que derribó a 32 aviones enemigos.
En 1915, la Fuerza Aérea Imperial, formaba parte del Cuerpo de Ingenieros, siendo una rama separada del ejército, bajo el mando directo de la Stavka.

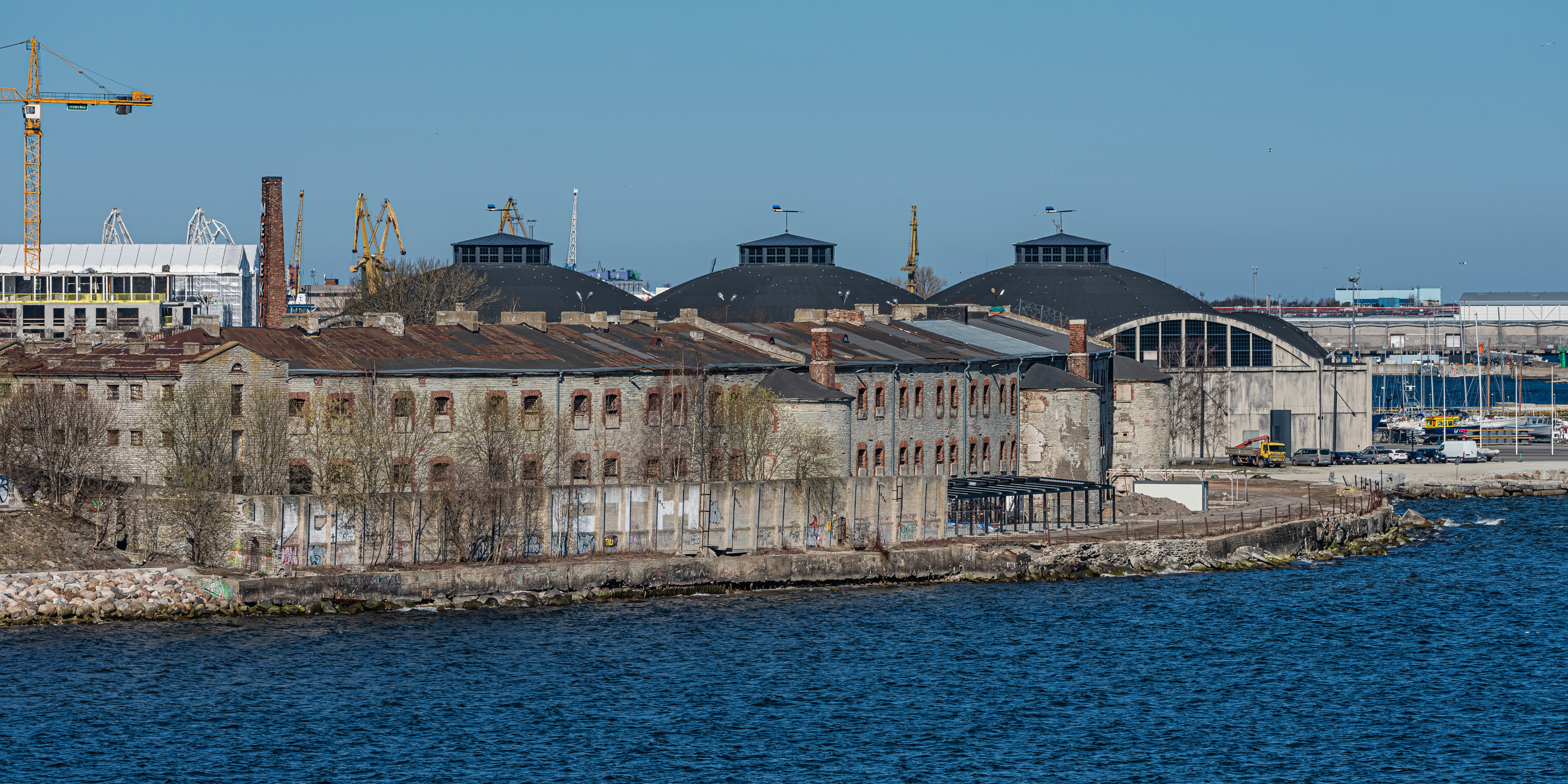
Hangares imperiales en el puerto de Tallin.

Sin embargo, la guerra no iba bien para Rusia, y después de los significativos reveses en el Frente Oriental, y el colapso económico en la retaguardia, la producción de aviones militares cayó por debajo del rival de Rusia, Alemania. Entre 1914 y 1917 solo cerca de 5000 aviones fueron construidos en Rusia, en comparación con los más de 45.000 construidos en Alemania y los 5500 en Austria-Hungría.
A finales de 1916, Sikorsky construyó el primer bombardero biplano de cuatro motores llamado Sikorsky Alexander Nevsky, pero que nunca entró en producción debido a los acontecimientos anteriores y posteriores a la Revolución de Octubre, y a la emigración de Sikorsky a los Estados Unidos de América en 1919.
Los hangares para los hidroaviones de la Fuerza Aérea Imperial de Rusia en el puerto de Reval (Tallin), fue uno de los primeros en reforzar la estructura con hormigón en el mundo.
La Fuerza Aérea se convirtió con el triunfo de la revolución en la Fuerza Aérea Soviética.